# قطعنامه ۱۲۲۶ شورای امنیت
قطعنامه ۱۲۲۶ شورای امنیت سازمان ملل متحد که در تاریخ ۲۹ ژانویه ۱۹۹۹ تصویب شد، سندی بین‌المللی دربارهٔ بررسی وضعیت میان اریتره و اتیوپی است. این قطعنامه طی نشست ۳۹۷۳ام با ۱۵ رای موافق، ۰ مخالف و ۰ ممتنع تصویب شد.